# Быстроникольское
Быстроникольское — деревня в Карамышевской волости Псковского района Псковской области России.
Расположена на реке Черёха, в 7 км к юго-востоку от села Карамышево и в 38 км к востоку от центра города Пскова.
Численность населения деревни по состоянию на 2000 год составляла 41 человек.